# Тобецу (станция)
Станция Тобецу (яп. 当別駅 тобэцу эки) — железнодорожная станция в японском посёлок Тобецу, обслуживаемая компанией JR Hokkaido. На этой станции можно использовать Kitaca (смарт-карта).

## История
Станция Исикари-Тобецу была открыта 20 ноября 1934 года. С приватизацией JNR она перешла под контроль JR Hokkaido. Этим линия между Соэн — Хоккайдо-Ирёдайгаку была электрифицирована в 2012.
Название станции было изменено с "Исикари-Тобецу" на "Тобецу" 12 марта 2022 года.

## Линии
- JR Hokkaido
  - Линия Сассё

## Планировка
Платформы 
| 1 | ■Линия Сассё | на станции Саппоро                       |
| 2 | ■Линия Сассё | на станции Хоккайдо-Ирёдайгаку           |
| 3 | ■Линия Сассё | на станции Хоккайдо-Ирёдайгаку и Саппоро |